# خوان كارلوس كارسيدو
خوان كارلوس كارسيدو (بالإسبانية: Juan Carlos Carcedo) (19 أغسطس 1973 بلوغرونيو في إسبانيا - ) هو لاعب كرة قدم إسباني في مركز الوسط. لعب مع أتلتيكو مدريد ب وأتلتيكو مدريد وباريس سان جيرمان ونادي أوسبيتاليت ونادي لاس بالماس ونادي ليغانيس ونادي نيس ونادي غرامينيت.

## وصلات خارجية
- خوان كارلوس كارسيدو على موقع قاعدة بيانات كرة القدم.إي يو (الإنجليزية)
- خوان كارلوس كارسيدو على موقع Soccerway.com (الإنجليزية)
- خوان كارلوس كارسيدو على موقع عالم كرة القدم.نت (الإنجليزية)